# Bertrand Traoré
Bertrand Isidore Traoré (Bobo-Dioulasso, 6 de setembro de 1995) é um futebolista burquino que atua como atacante. Atualmente defende o Ajax.

## Carreira

### Vitesse
Estreou em 26 de janeiro de 2014, no empate em 1–1 contra o NEC Nijmegen pela 20ª rodada da Eredivisie de 2013–14.
Em 29 de março de 2014, marcou seu primeiro gol pelo Vitesse no empate por 2–2 sobre o SC Heerenveen.

### Ajax
Em 12 de agosto de 2016, foi confirmado seu empréstimo ao Ajax até o final da temporada 2016–17. Estreou em 13 de agosto de 2016, no empate em 2–2 contra o Roda JC.
Em 15 de setembro de 2016, marcou seu primeiro gol pelo Ajax na vitória por 2–1 sobre o Panathinaikos pela Liga Europa.

## Estatísticas
Atualizado até 17 de dezembro de 2020.

### Clubes
| Equipe            | Temporada         | Campeonato nacional | Campeonato nacional | Copa nacional | Copa nacional | Competições continentais | Competições continentais | Total | Total |
| Equipe            | Temporada         | Jogos               | Gols                | Jogos         | Gols          | Jogos                    | Gols                     | Jogos | Gols  |
| ----------------- | ----------------- | ------------------- | ------------------- | ------------- | ------------- | ------------------------ | ------------------------ | ----- | ----- |
| Vitesse           | 2013–14           | 15                  | 3                   | –             | –             | –                        | –                        | 15    | 3     |
| Vitesse           | 2014–15           | 33                  | 14                  | 3             | 3             | –                        | –                        | 36    | 17    |
| Vitesse           | Total             | 48                  | 17                  | 3             | 3             | 0                        | 0                        | 51    | 20    |
| Chelsea           | 2015–16           | 10                  | 2                   | 4             | 2             | 2                        | 0                        | 16    | 4     |
| Chelsea           | Total             | 10                  | 2                   | 4             | 2             | 2                        | 0                        | 16    | 4     |
| Ajax              | 2016–17           | 23                  | 9                   | 0             | 0             | 13                       | 4                        | 36    | 13    |
| Ajax              | Total             | 23                  | 9                   | 0             | 0             | 13                       | 4                        | 36    | 13    |
| Lyon              | 2017–18           | 31                  | 13                  | 3             | 1             | 9                        | 4                        | 43    | 18    |
| Lyon              | 2018–19           | 34                  | 7                   | 6             | 3             | 8                        | 1                        | 48    | 11    |
| Lyon              | 2019–20           | 22                  | 1                   | 6             | 2             | 5                        | 1                        | 33    | 4     |
| Lyon              | Total             | 87                  | 21                  | 15            | 6             | 22                       | 6                        | 124   | 33    |
| Aston Villa       | 2020–21           | 9                   | 0                   | 2             | 1             | 0                        | 0                        | 11    | 1     |
| Aston Villa       | Total             | 9                   | 0                   | 2             | 1             | 0                        | 0                        | 11    | 1     |
| Total na carreira | Total na carreira | 177                 | 49                  | 24            | 12            | 37                       | 10                       | 238   | 71    |

## Títulos
Burkina Faso
- Campeonato Africano Sub-17: 2011